# Skryjsko-týřovické kambrium
Skryjsko-týřovické kambrium je přírodní památka, která se nachází v okrese Rakovník ve správních územích obcí Hřebečníky a Skryje. Leží na území CHKO Křivoklátsko a Ptačí oblasti Křivoklátsko a skládá se ze dvou částí, oddělených tokem řeky Berounky. Chráněné území je ve správě AOPK ČR - regionálního pracoviště Střední Čechy.

## Předmět ochrany
Předmětem ochrany jsou paleontologické a geologické lokality kambrické fosilní fauny ve skryjsko-týřovické oblasti Barrandienu.

## Fotogalerie

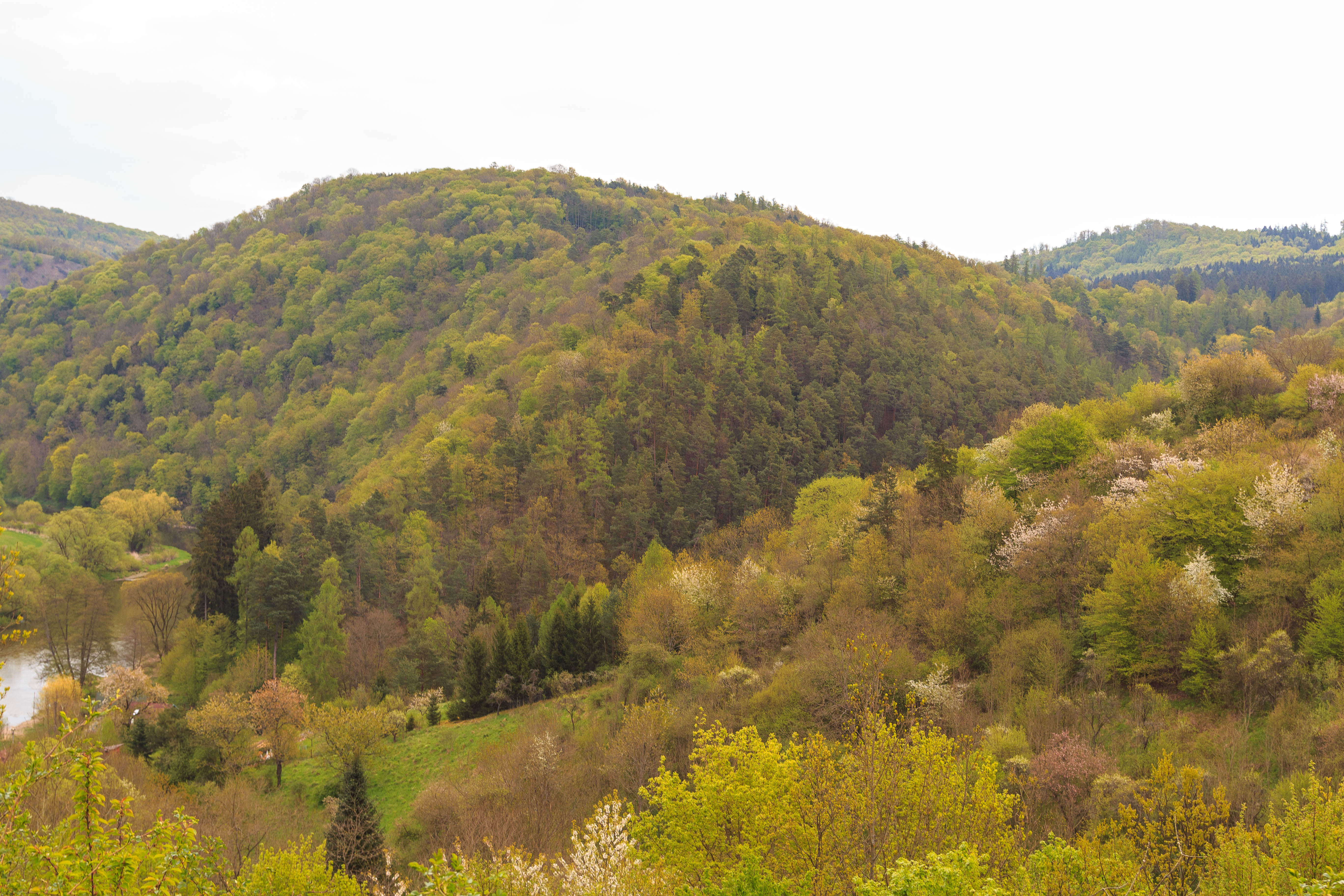
Chráněné území na březích Berounky
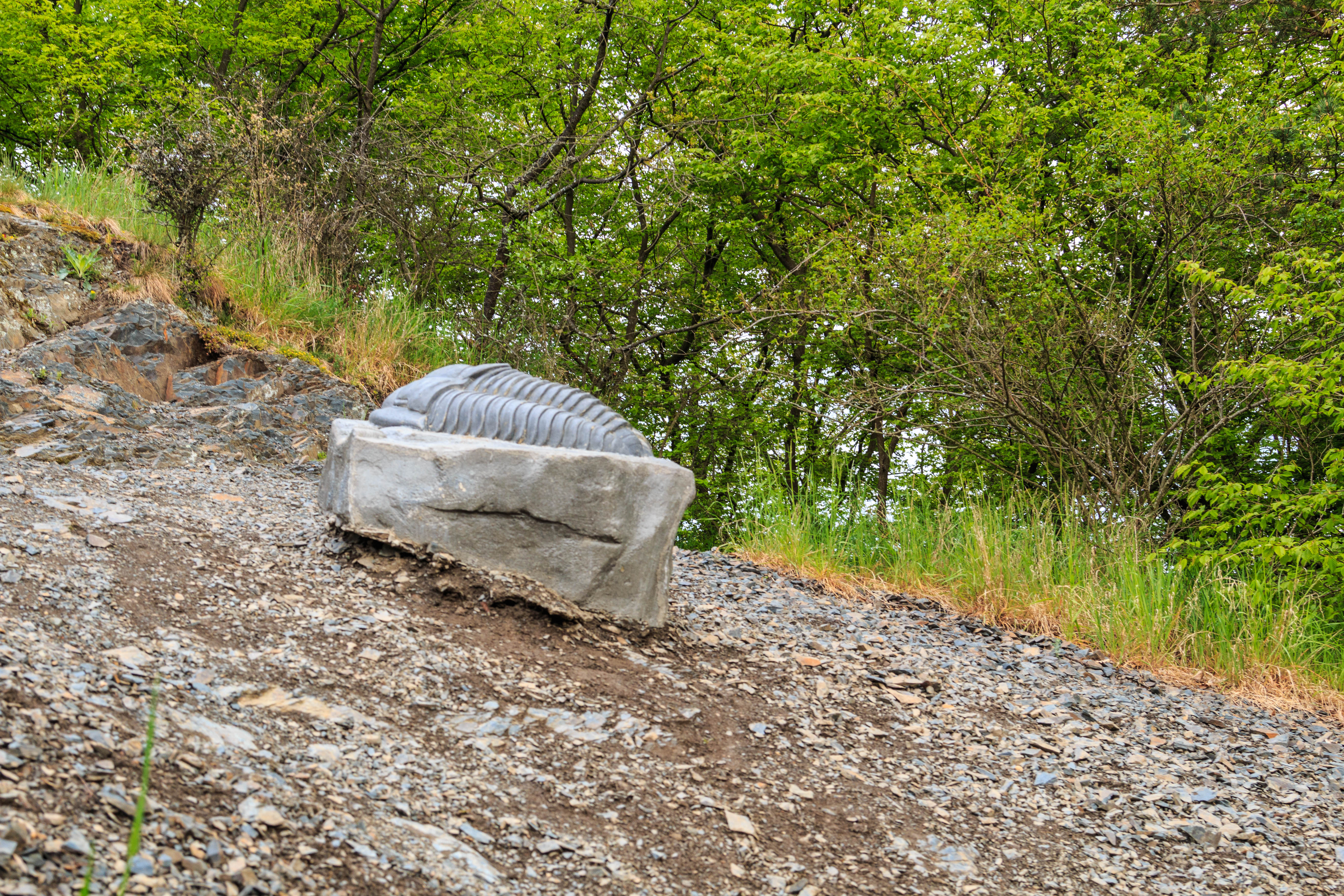
Plastika trilobita
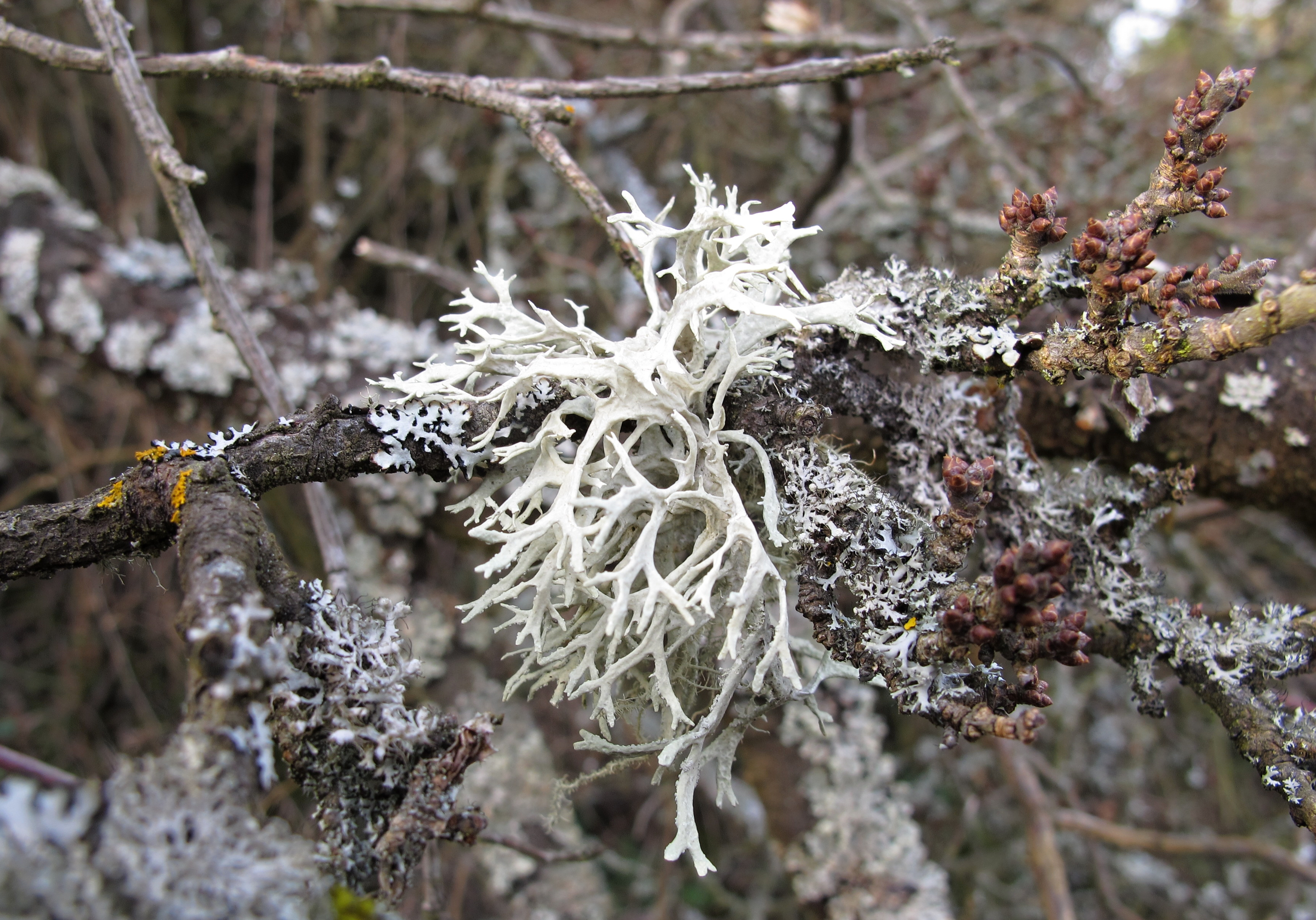
Lišejníky v prostoru přírodní památky
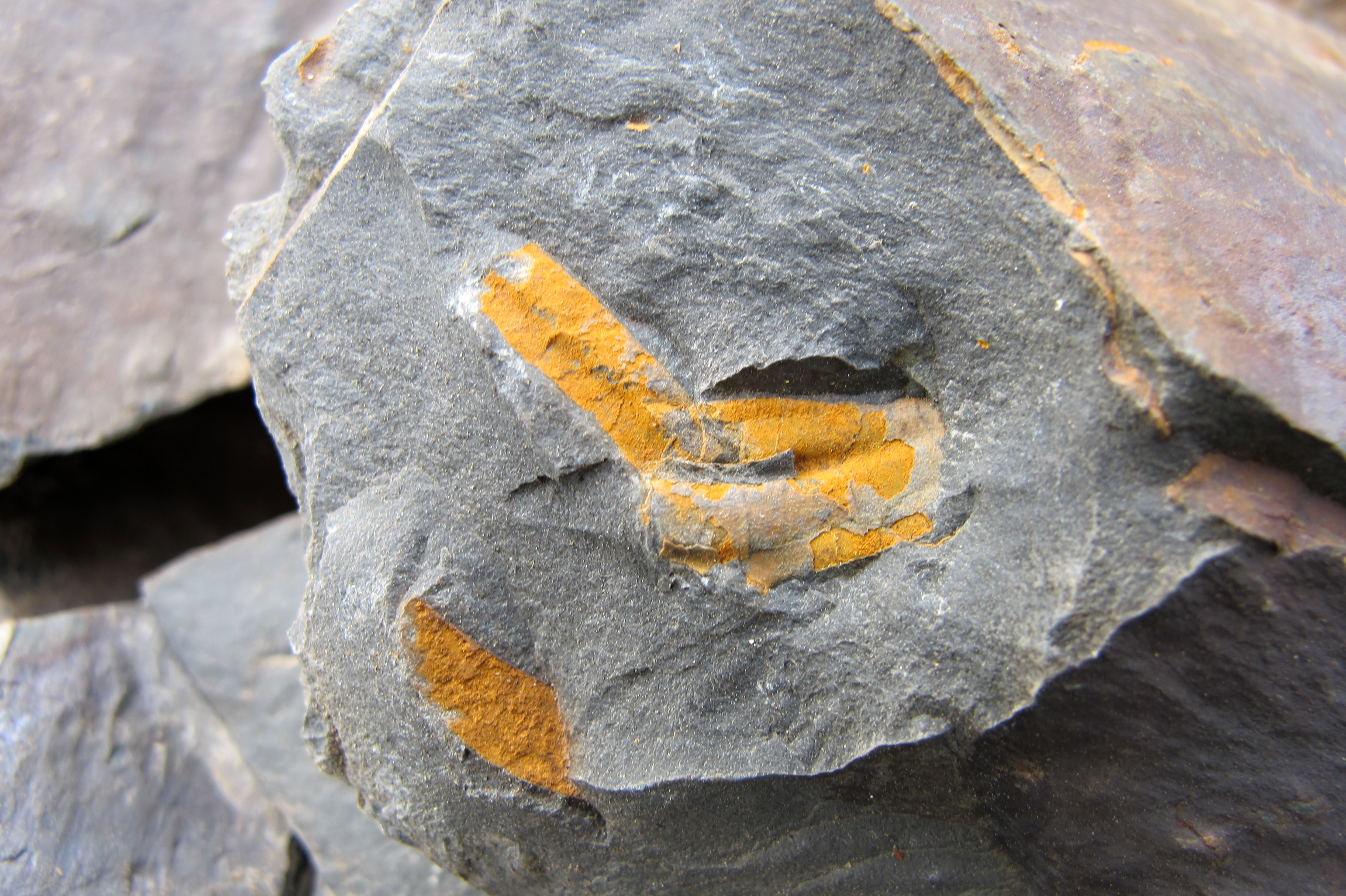
Zkameněliny v místních horninách